# John Forté
Pour les articles homonymes, voir Forté.
John Forté, né le 30 janvier 1975 à Brooklyn, New York, est un rappeur et producteur américain. Il purge une peine de prison entre 2000 et 2008 pour trafic de cocaïne. Forté est CEO de Le Castle, une société qu'il a fondée en 2011 pour ses projets musicaux, notamment.

## Biographie

### Jeunesse et débuts
John Forté est diplômé de la Phillips Exeter Academy. Il commence sa carrière musicale en étant introduit chez les Fugees par la chanteuse Lauryn Hill au début des années 1990. Il coécrit et produit deux titres sur l'album The Score, publié le 13 février 1996 et classé premier du Billboard 200. À 21 ans, Forté est nommé pour un Grammy pour son travail sur l'album. Par la suite, le groupe se sépare en 1997.
Forté publie son premier album solo, Poly Sci, le 23 juin 1998, produit par Wyclef Jean. L'album fait participer Fat Joe, DMX, 20 Grand Pikasoe et Jeni Fujita. Il est classé 84e du Billboard 200 et vendu à 100 000 exemplaires du fait que « le manager du projet ait quitté Sony Music une semaine avant la publication de l'album, et que Columbia Records n'ait pas assez investi dans la tournée promotionnelle. »
Il apparaît sur 2 Bad (Refugee Camp Mix) de l'album Blood On The Dance Floor de Michael Jackson, ainsi que sur des titres de Wyclef Jean, Princess Superstar et Carly Simon. Il participe également à la chanson P.B.E. de London Elektricity sorti sur l'album Pull the Plug en 1999. Après la publication de son premier album en 1998, Forté n'apparaîtra plus sur la scène musicale pendant quatre ans.

### Incarcération et libération
En 2000, Forté est interpellé à l'Aéroport international Newark Liberty en train d'accepter une mallette contenant 15 kg de cocaïne liquide. Durant son procès et son assignation à résidence, il finit i, John son deuxième album. Il est déclaré coupable, condamné à une peine plancher de quatorze ans et incarcéré à la prison de Fort Dix dans le New Jersey. Sa mère et la chanteuse Carly Simon ainsi que son fils Ben Taylor, convaincus de son innocence, se battent pour qu'il puisse aller en appel.
Grâce à l'action du sénateur Orrin Hatch, la peine de prison de Forté est amnistiée par le président George W. Bush le 24 novembre 2008. Il est libéré quatre semaines plus tard, le 22 décembre,.
En juillet 2009, Forté publie StyleFree, the EP. En mai 2012, Forté parle d'une possible réunion de The Fugees. En 2013, Forté compose le thème de l'émission Brooklyn DA.

## Discographie
- 1998 : Poly Sci
- 2002 : I, John
- 2011 : Water Light Sound